# Pseudoruellia perrieri
Pseudoruellia perrieri är en akantusväxtart som först beskrevs av Raymond Benoist, och fick sitt nu gällande namn av Raymond Benoist. Pseudoruellia perrieri ingår i släktet Pseudoruellia och familjen akantusväxter. Inga underarter finns listade i Catalogue of Life.